# Kanton Beaumes-de-Venise
Kanton Beaumes-de-Venise is een voormalig kanton van het Franse departement Vaucluse. Kanton Beaumes-de-Venise maakte deel uit van het arrondissement Carpentras en telde 5 322 inwoners in 1999. Het werd opgeheven bij decreet van 25 februari 2014, met uitwerking op 22 maart 2015. De gemeenten werden toegevoegd aan het kanton Vaison-la-Romaine met uitzondering van Beaumes-de-Venise zelf, die werd opgenomen in het nieuwe kanton Monteux.

## Gemeenten
Het kanton Beaumes-de-Venise omvatte de volgende gemeenten:
- Beaumes-de-Venise : 2 051 inwoners (hoofdplaats)
- Gigondas : 648 inwoners
- Lafare : 97 inwoners
- La Roque-Alric : 54 inwoners
- Sablet : 1 282 inwoners
- Suzette : 129 inwoners
- Vacqueyras : 1 061 inwoners